# А йотированное
Ꙗ, ꙗ (условное название: я, а йотированное или аз йотированный) — 34-я буква старославянской кириллицы. Построена как лигатура букв І и А. В глаголице отсутствует — соответствующие звуки там обозначаются буквой ять (Ⱑ). Числового значения не имеет. В начале слов и после гласных обозначает звуки [ja], после согласных — их палатализацию и звук [a]. В церковнославянской письменности обычно объединяется с малым юсом (Ѧ) и помещается на 34-е место в азбуке (подробнее о взаимоотношении этих двух форм см. в статье Я). До XVII века была практика употребления этих двух букв: йотированный аз встречался в начале слов и после гласной, а малый юс — в середине и конце слов после согласных. Правила церковнославянского языка русского извода требуют использовать начертание Ꙗ в начале слов, а собственно Ѧ — в середине и в конце, за следующими двумя исключениями:

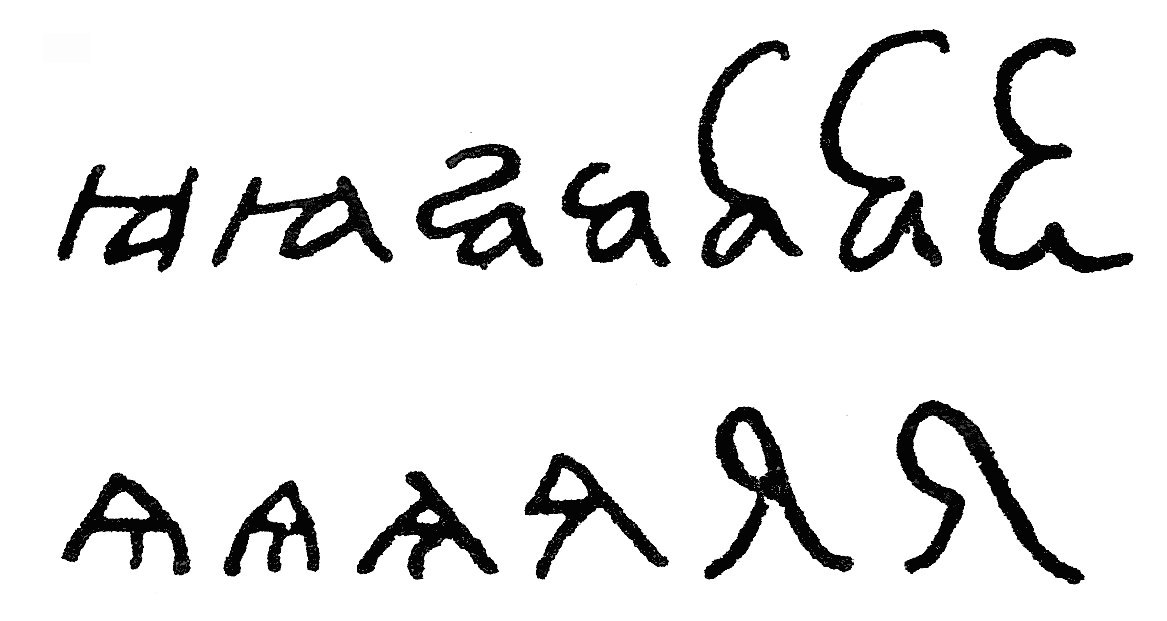
Вверху: варианты написания йотированного аза, первые два встречаются в полууставе, остальные — в скорописи.
Внизу: варианты написания малого юса, первые три встречаются в полууставе, остальные — в скорописи

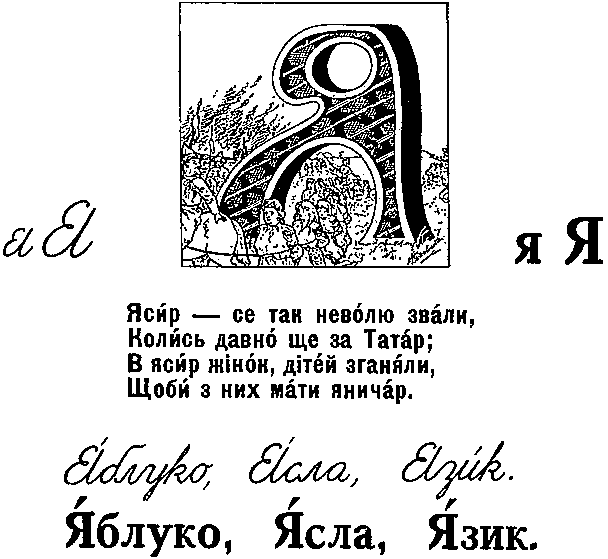
Часть страницы из украинского эмигрантского букваря.

- личное местоимение ѧ҆̀ (= их, 3-е лицо вин. пад. множ. и двойств. числа) пишется через Ѧ (но образованное от него относительное местоимение ꙗ҆́же (= которая, которые, которых) — через Ꙗ);
- слово ѧ҆зы́къ и производные от него пишутся различно в зависимости от смысла: через Ѧ пишутся орган речи и средство общения, народ же («наше́ствїе га́ллѡвъ и҆ съ ни́ми двꙋна́десѧти ꙗ҆зы̑къ») — через Ꙗ.

В русский гражданский шрифт не входила даже временно (однако во 2-й половине XIX века включалась в болгарский гражданский шрифт некоторых изданий). В скорописи буква была видоизменена: левая сторона постепенно утратилась, обратившись лишь в росчерк, таким образом она стала выглядеть как «а» с «с»-образным хвостиком слева вверху (подобная метаморфоза произошла и со скорописной Ю). От этого начертания происходит несколько устаревшая форма рукописного украинского «я», напоминающая соединённое внизу «ɛı» или «ꞛ» (). В графике же современной русской письменности от буквы никаких следов не осталось (начертание нынешней Я происходит из малого юса).

## Кодировка
В большинстве общепринятых компьютерных кодировках отсутствует. В Юникоде ранее объединялась с буквой Я; в вышедшей 4 апреля 2008 года версии 5.1 для буквы были выделены отдельные кодовые позиции U+A656 (Ꙗ) и U+A657 (ꙗ).